# 巴塞洛繆鎮區 (阿肯色州林肯縣)
巴塞洛繆鎮區（英語：Batholomew Township）是位於美國阿肯色州林肯縣的一個行政鎮區。

## 地方資料
巴塞洛繆鎮區的面積為152.21平方千米，當中陸地面積為150.74平方千米，而水域面積為1.47平方千米。根據2010年美國人口普查的數據，當地共有人口687人，而人口密度為每平方千米4.51人。